# Az aszteroidák kalózai
Az aszteroidák kalózai Isaac Asimov egy korai, fiataloknak szóló sci-fi története, amit 1953-ban írt. Ez Űrvadász-sorozat második kötete.

## Fogadtatása
Sidney Lohman a The New York Timestól úgy véli, a regény minden korosztály számára ajánlott. Groff Conklin szerint „szinte teljesen azzal az izgalomvadász kalandtechnikával íródott, ami a klasszikus tini kalandtörénetek sajátja.” P. Schuyler Miller úgy vélte, a regény tulajdonképpen egy „gyors tempójú űropera, az a fajta, amit mind jól ismerünk, mely mindenféle tudományos alapot nélkülöz.”

## Magyarul
- Az aszteroidák kalózai. Az űrvadász második története; ford. Kiss Marianne; Cédrus, Bp., 1992
- Az űrvándor / Az aszteroidák kalózai. Űrvándor I-II.; ford. Sámi László; Gabo, Bp., 2019
- A mezítelen nap. Isaac Asimov Robot-sorozatának 2. kötete; ford. Pétersz Tamás; Gabo, Bp., 2022